# هنري غريغوار
هنري غريغوار (بالفرنسية: Henri Grégoire)‏ (و. 1881 – 1964 م) هو مؤرخ، وأستاذ جامعي، ومختص في الدراسات البيزنطية بلجيكي، ولد في هوي، كان عضوًا في الأكاديمية البافارية للعلوم والعلوم الإنسانية، توفي عن عمر يناهز 83 عاماً.